# Сканувальний зондовий мікроскоп
Скануючі зондові мікроскопи (СЗМ, англ. SPM — Scanning Probe Microscope — клас мікроскопів для отримання зображення поверхні та її локальних характеристик. Процес побудови зображення заснований на скануванні поверхні зондом. У загальному випадку дозволяє отримати тривимірне зображення поверхні (топографію) з високої якості. Скануючий зондовий мікроскоп в сучасному вигляді винайдений (принципи цього класу приладів були закладені раніше іншими дослідниками) Гердом Карлом Біннігом і Генріхом Рорером в 1981 році. За цей винахід були удостоєні Нобелівської премії з фізики в 1986 році, яка була розділена між ними і винахідником трансмісійного електронного мікроскопа Е. Руска. Відмінною особливістю СЗМ є наявність:
- зонда,
- системи переміщення зонда щодо зразка по 2-м (X-Y) або 3-м (X-Y-Z) координатам,
- реєструючої системи.

Система реєстрації фіксує значення функції, що залежить від відстані зонд-зразка. Зазвичай реєстроване значення обробляється системою від'ємного зворотного зв'язку, яка керує положенням зразка або зонда по одній з координат (Z). Як система зворотного зв'язку найчастіше використовується ПІД-регулятор.

## Принцип роботи

Схема роботи атомно-силового мікроскопа

Робота скануючого зондового мікроскопа заснована на взаємодії поверхні зразка із зондом (кантилевер, голка або оптичний зонд). При малій відстані між поверхнею і зондом дію сил взаємодії (відштовхування, тяжіння, і інших сил) і прояву різних ефектів (наприклад, туннелирування електронів) можна зафіксувати за допомогою сучасних засобів реєстрації. Для реєстрації використовують різні типи сенсорів, чутливість яких дозволяє зафіксувати малі за величиною відхилення. Для отримання повноцінного растрового зображення використовують різні пристрої розгортки по осях X і Y (наприклад, пьєзотрубки, плоскопаралельні сканери).
Основні технічні складності при створенні скануючого зондового мікроскопа:
- Кінець зонда повинен мати розміри, співвідносні з досліджуваними об'єктами.
- Забезпечення механічної (в тому числі теплової та вібраційної) стабільності на рівні краще 0,1 ангстрема.
- Детектори повинні надійно фіксувати малі за величиною відхилення реєстрованого параметра.
- Створення прецизійної системи розгортки.
- Забезпечення плавного зближення зонда з поверхнею.

## Особливості роботи

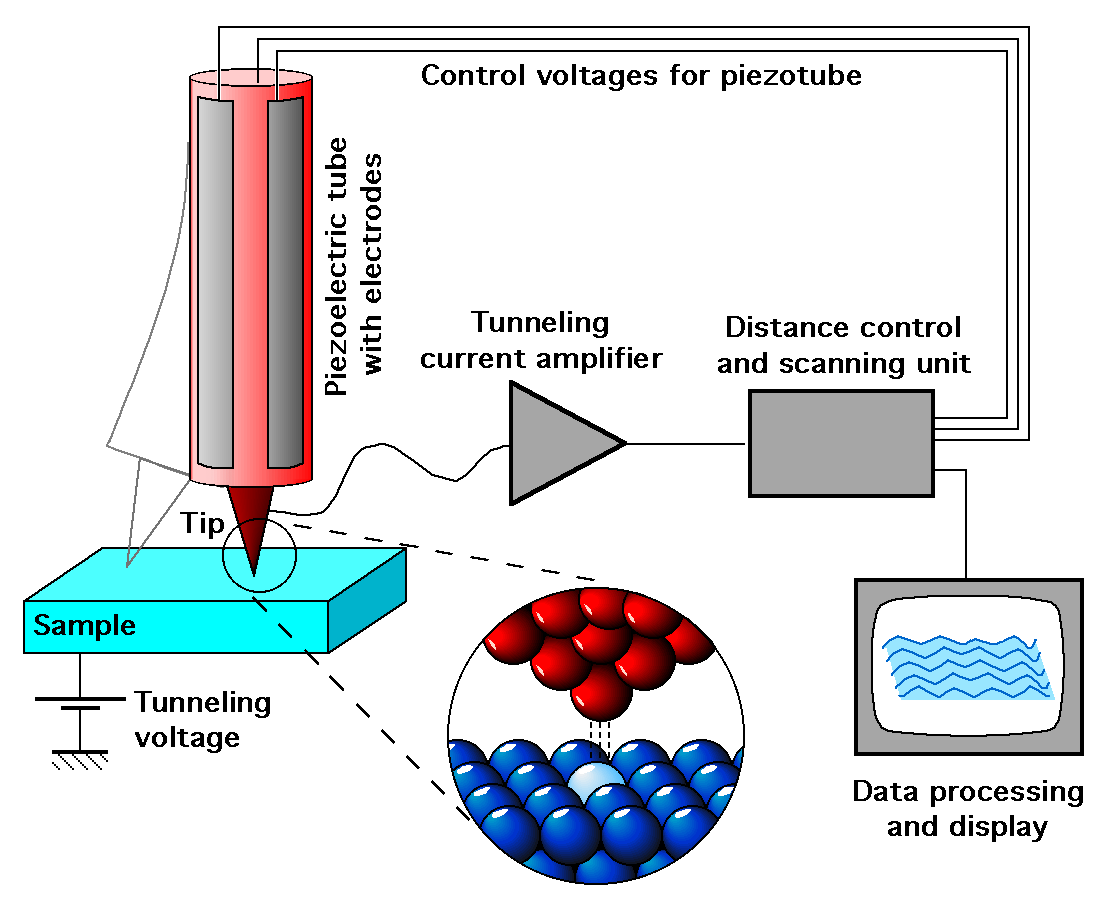
Схема роботи скануючого тунельного мікроскопа

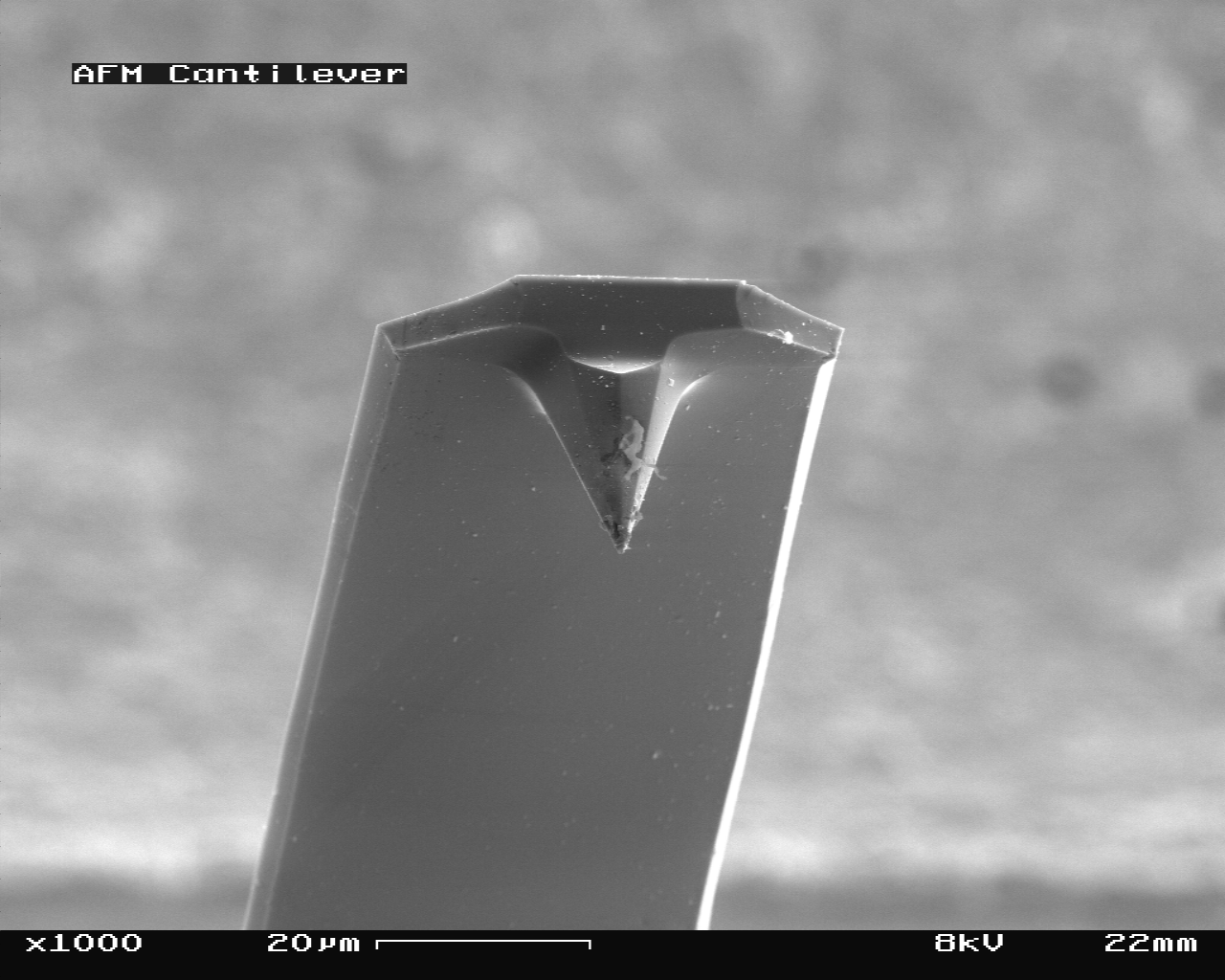
Кантилевер атомно-силового мікроскопа (СЕМ зображення, збільшення 1000 ×)

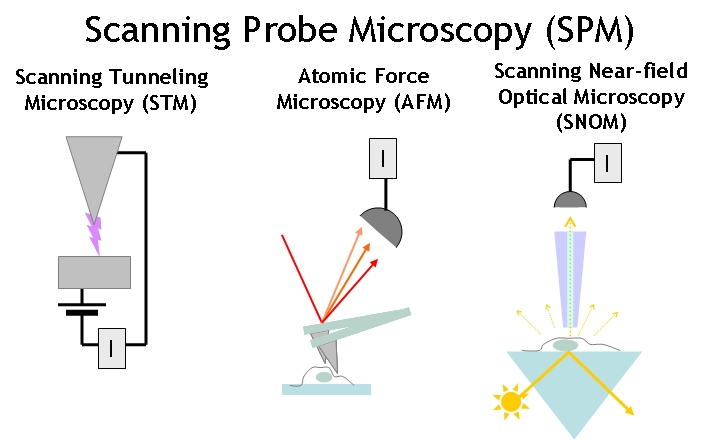
Тунельний мікроскоп (СТМ) — для отримання зображення використовується тунельний струм між зондом і зразком, що дозволяє отримати інформацію про топографію і електричні властивості зразка. Атомно-силовий мікроскоп (АСМ) — реєструє різні сили між зондом і зразком. Дозволяє отримати топографію поверхні і її механічні властивості. Скануючий бліжнепольний мікроскоп (СБОМ) — для отримання зображення використовується ефект ближнього поля

На даний момент в більшості дослідницьких лабораторій скануюча зондова і електронна мікроскопія використовується як доповнююча один одного методи дослідження в силу ряду фізичних і технічних особливостей.
У порівнянні з сканувальним електронним мікроскопом (СЕМ) скануючий зондовий мікроскоп має низку переваг. Так, на відміну від СЕМ, який дає псевдотрьохвимірне зображення поверхні зразка, СЗМ дозволяє отримати повний тривимірний рельєф поверхні. Крім того, в загальному випадку скануючий зондовий мікроскоп дозволяє отримувати зображення, як провідної, так і непровідної поверхні, тоді як для вивчення непровідних об'єктів за допомогою СЕМ необхідно металізувати поверхню. Для роботи з СЕМ необхідний вакуум, в той час як більша частина режимів СЗМ призначена для досліджень на повітрі, в вакуумі і рідини. Завдяки цьому, за допомогою СЗМ можливо вивчати матеріали і біологічні об'єкти в нормальних для цих об'єктів умовах. Наприклад, вивчення біомакромолекул і їх взаємодію, живих клітин. В принципі, СЗМ здатний дати більш високе розширення, ніж СЕМ. Так, було показано, що СЗМ в змозі забезпечити реальне атомне вирішення в умовах надвисокого вакууму при відсутності вібрацій. Зверхвисоковакуумний СЗМ по вирішенню схожий з трансмісійним електронним мікроскопом.
До недоліку СЗМ при порівнянні його з СЕМ також потрібно віднести невеликий розмір поля сканування. СЕМ в змозі просканувати область поверхні розміром в кілька міліметрів у латеральній площині з перепадом висот в декілька міліметрів у вертикальній площині. У СЗМ максимальний перепад висот становить кілька мікрометрів, як правило, не більше 25 мкм, а максимальне поле сканування в кращому випадку — близько 150 × 150 мікрометрів. Інша проблема полягає в тому, що якість зображення визначається радіусом кривизни кінчика зонда, що при неправильному виборі зонда або його пошкодженні призводить до появи артефактів на вихідному зображенні. При цьому підготовка зразків для СЗМ займає менше часу, ніж для СЕМ.
Звичайний СЗМ не в змозі сканувати поверхню так само швидко, як це робить СЕМ. Для отримання СЗМ-зображення потрібно від декількох хвилин до декількох годин, в той час як СЕМ після відкачування здатний працювати практично в реальному масштабі часу, хоча і з відносно невисокою якістю. Через низьку швидкість розгортки СЗМ одержувані зображення виявляються спотворені тепловим дрейфом, що зменшує точність вимірювання елементів рельєфу, який сканується. Для збільшення швидкості дії СЗМ було запропоновано кілька конструкцій, серед яких можна виділити зондовий мікроскоп, названий відеоАСМ. ВідеоАСМ забезпечує отримання задовільної якості зображень поверхні з частотою телевізійної розгортки, що навіть швидше, ніж на звичайному СЕМ. Але, застосування ВідеоАСМ обмежена, так як він працює тільки в контактному режимі і на зразках з відносно невеликим перепадом висот. Для корекції внесених термодрейфом спотворень було запропоновано кілька способів.
Нелінійність, гістерезис і повзучість п'єзокераміки сканера також є причинами сильних викревлень СЗМ-зображень. Крім того, частина спотворень виникає через взаємні паразитні зв'язки, що діють між X, Y, Z-маніпуляторами сканера. Для виправлення викривлень в реальному масштабі часу сучасні СЗМ використовують програмне забезпечення (наприклад, особливість-орієнтоване сканування) або сканери, забезпечені замкнутими системами стеження, до складу яких входять лінійні датчики розміщення. Деякі СЗМ замість сканера у вигляді пьєзотрубки використовують X, Y і Z-елементи, механічно незв'язані один з одним, що дозволяє виключити частину паразитних зв'язків. Однак в певних випадках, наприклад, при поєднанні з електронним мікроскопом або ультрамікротомом, конструктивно виправдане використання саме сканерів на пьєзотрубках.

## Обробка отриманої інформації і відновлення отриманих зображень

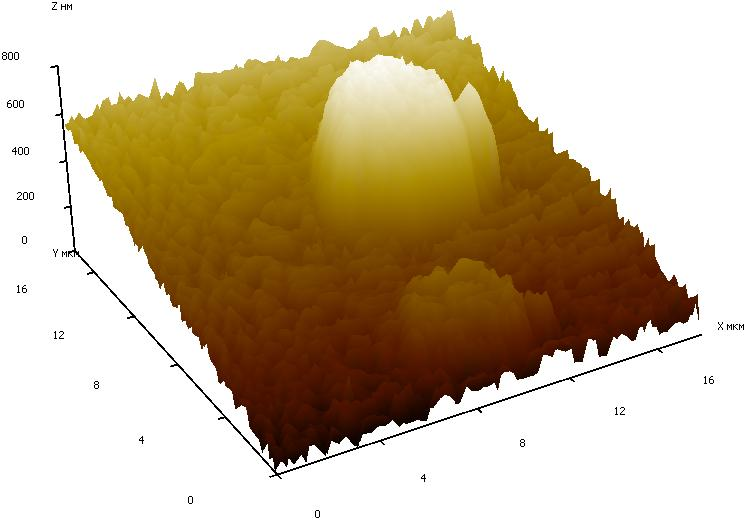
Приклад СЗМ-скан: спори аспергіла, вирощеного на чайній культурі на скляній підкладці

Як правило, відзняте на скануючому зондовому мікроскопі зображення важко піддається розшифровці через властиві даному методу відхилення. Практично завжди результати первинного сканування піддаються математичній обробці. Для цього використовується програмне забезпечення, безпосередньо з СЗМ. Існує і програмне забезпечення, яке розповсюджується по GNU ліцензії. Наприклад, Gwyddion.

## Сучасний стан та розвиток скануючої зондової мікроскопії
В даний час скануючі зондові мікроскопи знайшли застосування практично у всіх областях науки. У фізиці, хімії, біології використовують як інструмент дослідження СЗМ. Зокрема, такі міждисциплінарні науки, як матеріалознавство, біохімія, фармацевтика, нанотехнології, фізика і хімія поверхні, електрохімія, дослідження корозії, електроніка (наприклад, МЕМС), фотохімія і багато інших. Перспективним напрямком вважається поєднання скануючих зондових мікроскопів з іншими традиційними і сучасними методами досліджень, а також створення принципово нових приладів. Наприклад, поєднання СЗМ з оптичними мікроскопами (традиційними і конфокальними мікроскопами), електронними мікроскопами, спектрометрами (наприклад, спектрометрами комбінаційного (раманівського) розсіювання і флюоресцентними), ультрамікротомами.

## Типи скануючих зондових мікроскопів
- Тунельний мікроскоп
- XCM, хімічна силова мікроскопія
- Бліжнепольний оптичний мікроскоп
- АСМ Атомний силовий мікроскоп
- Контактна ACM
- Безконтактний ACM
- Динамічний контакт ACM
- ACM-IR
- XCM, хімічна силова мікроскопія
- Е-ACM, електропровідна атомно-силова мікроскопія
- ЕСМ, електростатична силова мікроскопія
- СМЗК, силова мікроскопія зонду Кельвіна
- МСМ, магнітна силова мікроскопія
- СМП, силова мікроскопія п'єзорезону
- ФТМС, фототермічна мікроспектроскопія / мікроскопія
- МСЄ, мікроскопія скануючої ємності
- СМВ, скануюча мікроскопія воріт
- СМН, скануюча мікроскопія напруги
- СММ, силова модуляційна мікроскопія
- СТМ, скануюча тунельна мікроскопія
- БЕЕМ, балістична електронно-емісійна мікроскопія
- ЕХСТМ Електрохімічний скануючий тунельний мікроскоп
- СМХ, скануюча мікроскопія Холла
- СПСТМспінополяризована скануюча тунельна мікроскопія
- ФСТМ, фотонна скануюча тунельна мікроскопія
- СТП, скануюча тунельна потенціометрія
- СРСТМ, синхротронна рентгенівська скануюча тунельна мікроскопія
- ЕХСЗ, Електрохімія скануючого зонда
- СЕХМ, скануюча електрохімічна мікроскопія
- СІПМ, скануюча іоннопровідна мікроскопія
- МСВЕ, метод сканування вібраційного електрода
- СЗК, скануваньний зонд Кельвіна
- МСР, мікроскопія з рідинною силою
- МООС, мікроскопія, орієнтована на особливості сканування
- МРФМ, магнітно-резонансна силова мікроскопія
- ОМПП, оптична мікроскопія поблизу поля (або СБОМ, сканування біляпольної оптичної мікроскопії)
- нано-ШСНРС, широкосмугова нанорозмірна спектроскопія на основі SNOM
- СМ, скануюча мікроскопія SQUID
- СМСР, скануюча мікроскопія стійкості до розповсюдження
- СТМ, скануюча термічна мікроскопія
- СОЕТМ, сканування одноелектронної транзисторної мікроскопії
- СТІМ, скануюча термоіонна мікроскопія
- МГЗ, мікроскопія градієнта заряду
- СРЗМ, скануюча резистивна зондова мікроскопія